# Iresine rhizomatosa
Iresine rhizomatosa är en amarantväxtart som beskrevs av Jesse More Greenman. Iresine rhizomatosa ingår i släktet Iresine och familjen amarantväxter. Inga underarter finns listade i Catalogue of Life.